# Gąski, Hạt Szczecinek
Gąski [ˈɡɔ̃skʲi] (tiếng Đức: Altmühl)  là một khu định cư ở quận hành chính của Gmina Barwice, trong Szczecinek County, Zachodniopomorskie, ở tây bắc Ba Lan. Nó nằm khoảng 7 kilômét (4 mi) phía bắc Barwice, 22 km (14 mi) về phía tây bắc của Szczecinek và 126 km (78 mi) về phía đông của thủ đô khu vực Szczecin.
Trước năm 1945, khu vực này là một phần của Đức. Đối với lịch sử của khu vực, xem Lịch sử của Pomerania.